# Leptotyphlops dissimilis
Leptotyphlops dissimilis este o specie de șerpi din genul Leptotyphlops, familia Leptotyphlopidae, descrisă de Bocage 1886. Conform Catalogue of Life specia Leptotyphlops dissimilis nu are subspecii cunoscute.